# Лемо, Франсуа Фредерик
Франсуа Фредерик Лемо (фр. François-Frédéric Lemot; 4 ноября 1771[…], Лион — 6 мая 1827[…], Париж) — французский скульптор.

## Жизнь и творчество
Вначале учился у скульптора Клода Дежу, а затем, получив стипендию короля Людовика XVI, продолжил своё образование в Риме.
В годы Великой Французской революции был призван в армию и служил под руководством генерала Шарля Пишегрю. После возвращения из армии жил во Франции и в Италии, испытывал нужду. В 1793 году на постаменте снесённой конной статуи короля Людовика XV в центре будущей Площади Согласия по модели Лемо установили временную гипсовую Статую Свободы. 1795 год, когда скульптор получил официальный заказ на создание колоссальной статуи Французского народа, стал для него переломным. Позднее делал для различных государственных учреждений и салонов статуи Ликурга, Брута, Нумы Помпилия, царя Леонида, Цицерона и др. По заказу Наполеона Бонапарта изваял для него статую Вакханки. Украсил также Триумфальную арку на площади Карусель фигурами Победы и Мира, колесницей и проч.
В 1810 году Лемо создал для колоннады в Лувре гигантский рельеф длиной в 22 и высотой в 5 метров, за который был удостоен премии. Скульптор занимался также реставрацией конных статуй королей Генриха IV на мосту Пон Нёф и Людовика XIV на площади Белькур в Лионе.

## Галерея

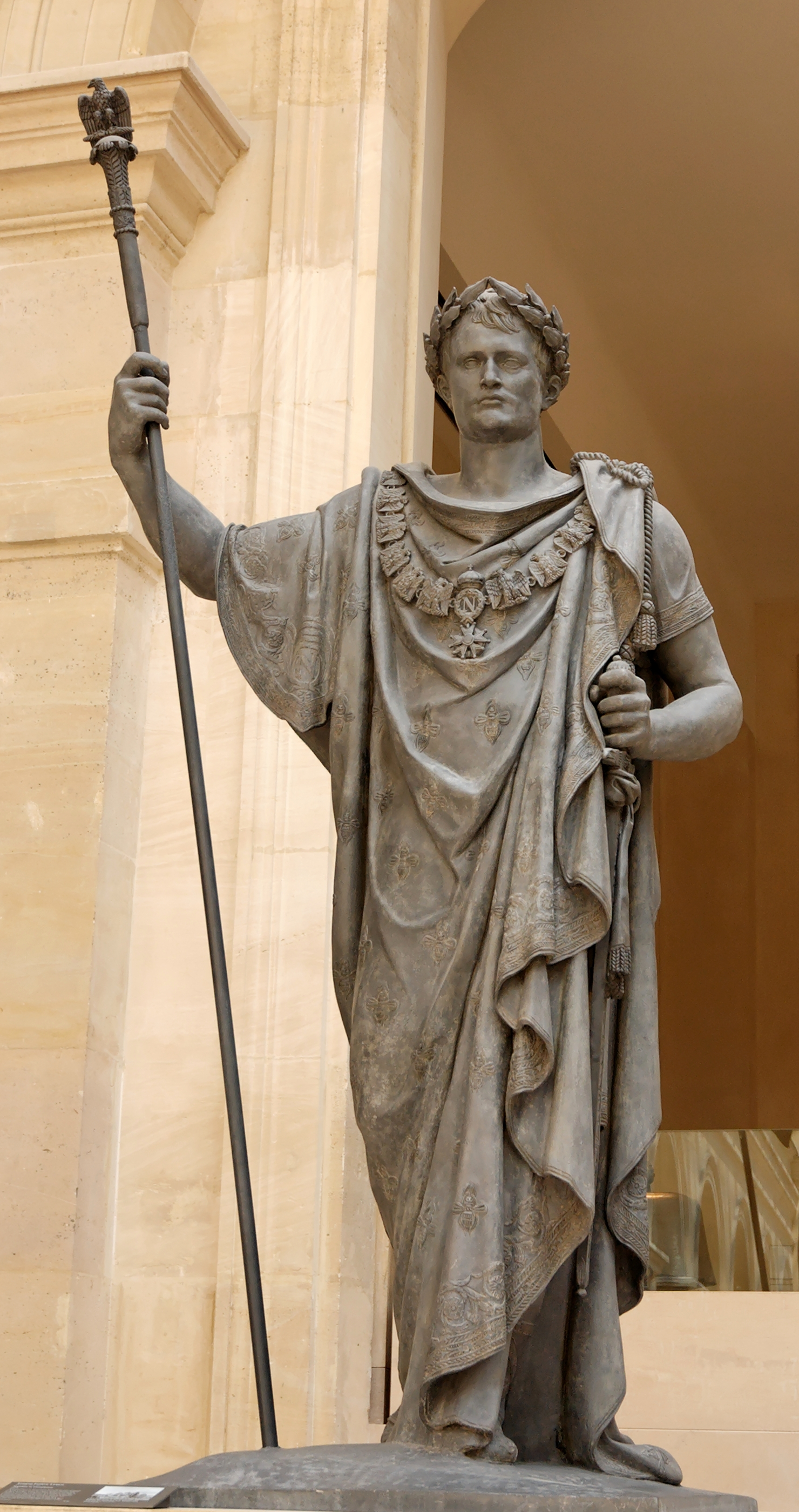
Статуя императора Наполеона. 1808. Лувр
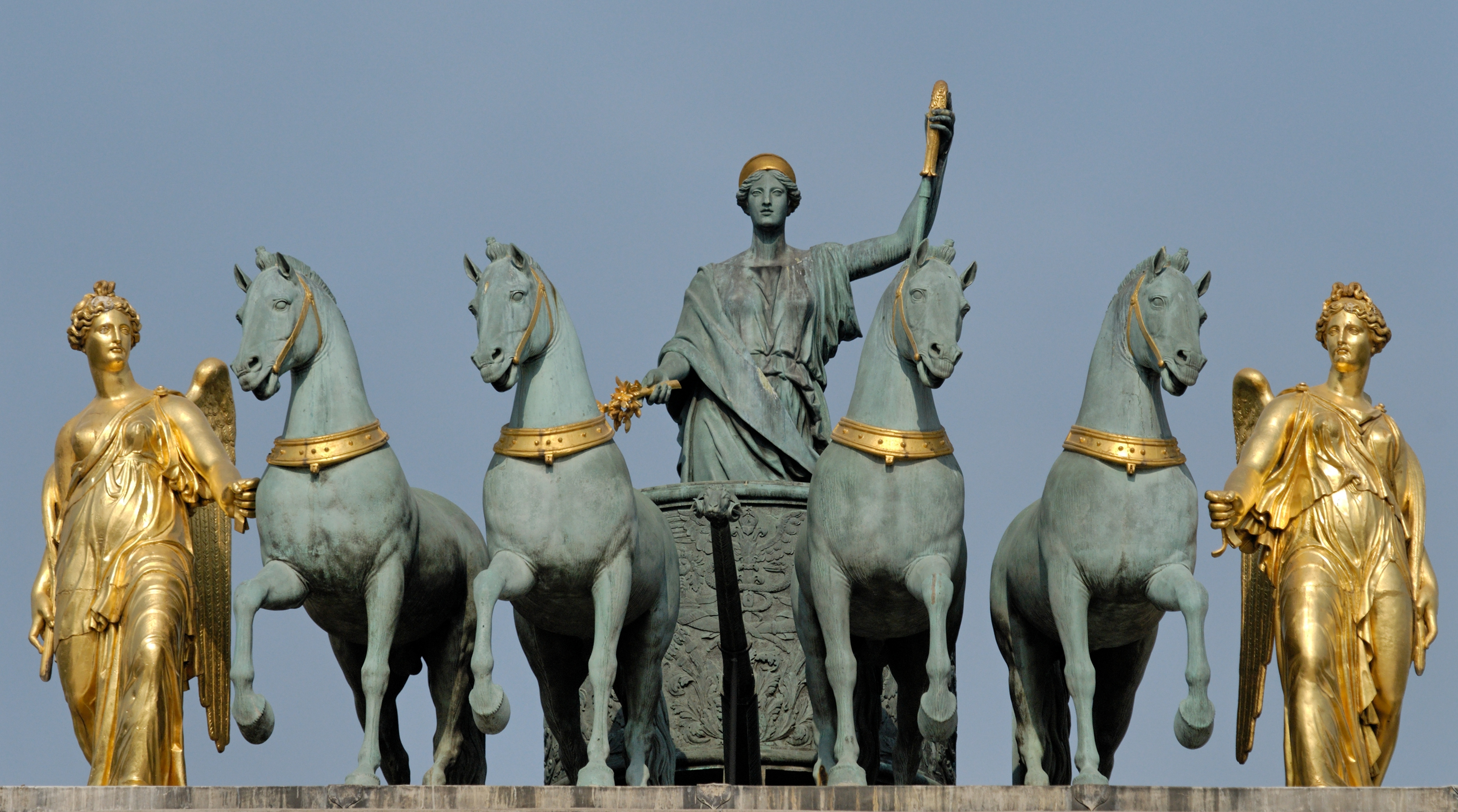
Квадрига Триумфальной арки на площади Каррузель. Совместно с Ф. Ж. Бозио
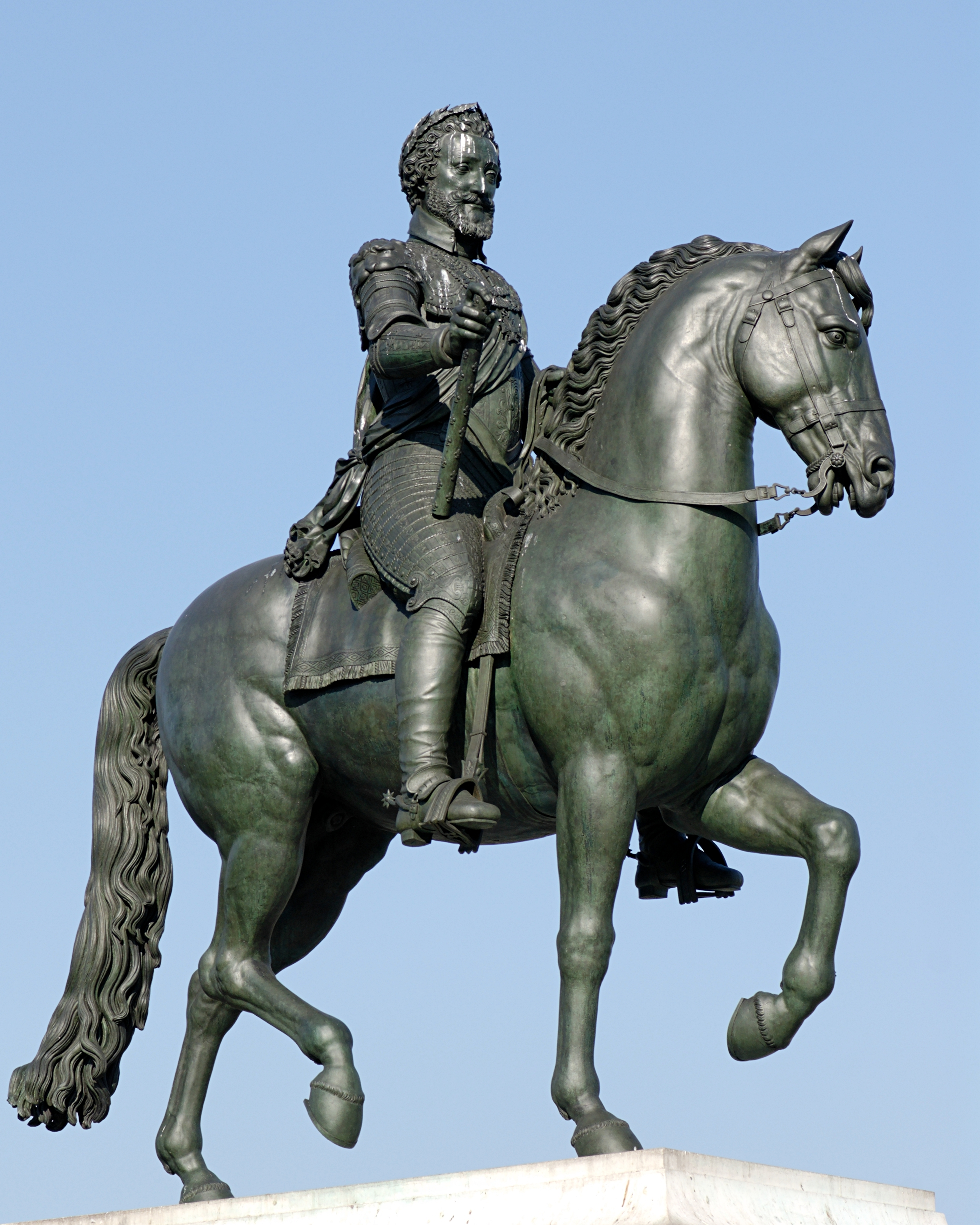
Конная статуя Генриха IV на мосту Пон-Нёф (по оригиналу Джамболоньи)
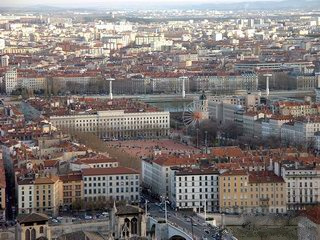
Площадь Белькур в Лионе
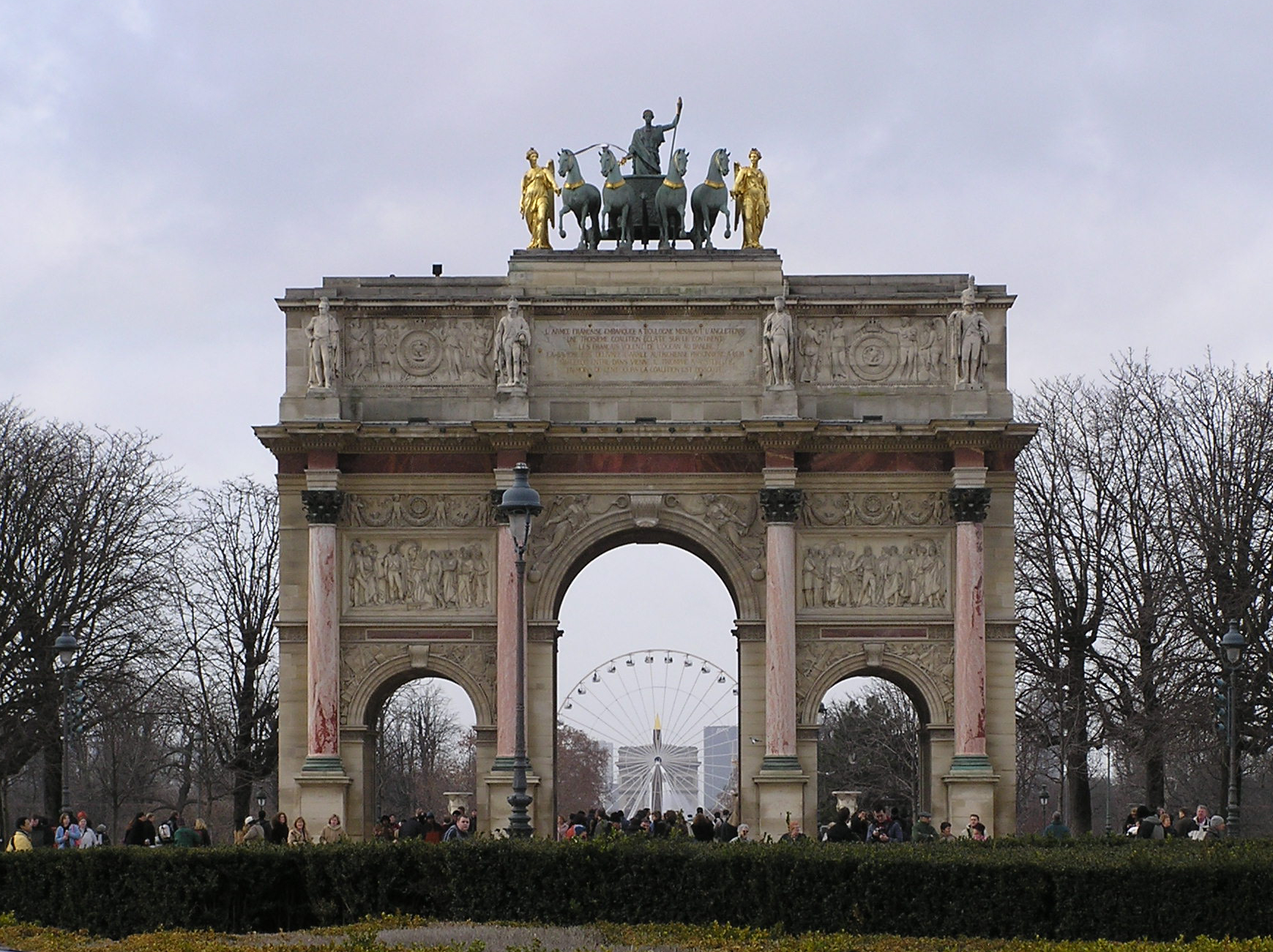
Триумфальная арка на Площади Каррузель